# Станіслав Тілліх
Станіслав Тілліх (в.-луж. Stanisław Tilich, нім. Stanislaw Tillich, нар. 10 квітня 1959) — німецький політик ХДС, 3-й міністр-президент Саксонії з 2008 по 2017 рік. З 1 листопада 2015 року до 31 жовтня 2016 року він був президентом Бундесрату і депутатом ex officio Президента Німеччини. Тілліх є лужичанином за походженням і живе в Паншвіц-Кукау (Pančicy-Kukow), який знаходиться приблизно в 35 кілометрах на північний схід від Дрездену біля Каменцу.

## Раннє життя і освіта
Народився в Рекельвіці (в.-луж. Nowa Wjeska) біля Каменцу (в.-луж. Kamjenc). Тілліх вивчав техніку будівництва та приводу в Дрезденському технічному університеті після закінчення лужичанської Гімназії в Будишині в 1977 році. Закінчив університет з дипломом інженера в 1984 році. Пізніше Тілліх був працівником районної адміністрації Каменца між 1987 і 1989 роками. Пізніше став підприємцем.

## Політична кар'єра
Станіслав Тілліх приєднався до Християнсько-демократичний союз (Східна Німеччина) в 1987 році і став членом ХДС після 1990 року. Він був членом Народної палати НДР в 1990 році і був делегований як спостерігач Європейського Парламенту між 1991 і 1994 роками. Він приєднався до Європейської народної партії і був членом Європейського Парламенту між 1994 і 1999 роками, де він був доповідачем Парламенту по бюджету ЄС 1998 року.
Тілліх був міністром в уряді Саксонії з 1999 року. Він був державним міністром у справах федеральних і європейських справ до 2002 року, коли став державним міністром і керівником Канцелярії Саксонії (Sächsische Staatskanzlei). У 2004 році він став міністром екології та сільського господарства земля Саксонія. Він став державним міністром фінансів у 2007 році і з 2004 року є членом Ландтагу Саксонії.

### Міністр-президент Саксонії (2008—2017)
Тілліх був запропонований Георгом Мільбрадтом 14 квітня 2008 року як його наступник на посаді міністра-президента Саксонії. Ландтаг Саксонії обрав його 28 травня 2008 року. Він є першим лужичанським главою уряду більш ніж за тисячоліття лужичансько-німецького співіснування в історії Саксонії.
У ході переговорів по формуванню коаліційного уряду християнських демократів (ХДС разом з баварським баварським ХСС) і Вільної демократичної партієї (ВДП) після національних виборів 2009 року, Тілліх був частиною делегації ХДС / ХСС в робочій групі з економічних питань та енергетичної політики, очолюваної Карлом-Теодором цу Ґуттенберґом і Райнером Брюдерле.
З 2010 року Тілліх був членом виконавчого комітету Християнсько-демократичного союзу. До 2012 року опитування громадської думки ставлять підтримку ХДС Тілліха на 44 відсотки, в той час найвищий рівень підтримки в будь-якій з 16 федеральних земель Німеччини; це змусило коментаторів назвати його «другим найпотужнішим політиком Німеччини від колишнього комуністичного Сходу» після канцлера Ангели Меркель.
Тілліх брав участь у спробних переговорах між партіями ХДС, ХСС і СПД для створення коаліційного уряду Меркель після федеральних виборів 2013 року.
Тілліх був переобраний на виборах у Саксонії у 2014 році. Напередодні виборів він поклав край спекуляціям, що він може об'єднатися з новоствореною АдН, яку спробували охарактеризувати як рух, що фліртує з крайньо правим рухом. У той час Саксонія була першою з трьох східних регіонів, яка провела вибори в двотижневий термін, з Бранденбургом і Тюрингією, які пізніше завершили перші успішні вибори з того часу, як Меркель виграла третій термін.
Коли Тілліх був представником Саксонії в Бундесраті, Тілліх був головою Комітету у закордонних справах з жовтня 2016 року. Крім того, він був членом Німецько-російської групи дружби, створеної у співпраці з російською Радою Федерації.

## Життя після політики
У 2018 році Тілліх був призначений співголовою так званої вугільної комісії німецького уряду, якій до кінця року доручено розробити генеральний план щодо того, як поступове скасування вугілля та створити нову економічну перспективу для вугледобувних регіонів країни.

## Особисте життя
Окрім рідної лужичанської мови Тілліх вільно володіє німецькою, чеською та польською мовами. Його дружина, Вероніка, наполовину полька, наполовину лужичанка. Її батько був примусовим робітником з Польщі, який після Другої світової війни оселився в Лужиці і одружився з лужицькою жінкою. Тілліх і його дружина мають двох дітей.